# Maracha (district)
Maracha is een district in het noorden van Oeganda.
Maracha telt 310.338 inwoners.